# Dassault Étendard IV
O Dassault Étendard IV é o primeiro caça francês embarcado projetado para uso em porta-aviões produzido  pela Dassault Aviation durante a década de 1950 e destinado para o uso da Marinha da França. Foram construídos um total de 90 caças e esteve em serviço durante o período de 1962 até 2000.

## Desenvolvimento
Após a Guerra da Coréia(1950-1953) a Força Aérea Francesa solicitou um estudo de um novo caça de apoio tático e interceptação operando em baixas altitudes tendo com finalidade realizar ataques ao solo e lutar pela superioridade aérea. A Marinha também desejava uma aeronave similar e que pudesse ser utilizado em seu porta-aviões.
Dois protótipos foram encomendados para a A Dassault, designados Mystère XXII e Mystère XXVI. O primeiro era equipado com dois motores Gabizo e o segundo com único motor Bristol Siddeley Orpheus para ser utilizado na concorrência de um caça para a OTAN. Por sua iniciativa, Dassault concebeu também outro protótipo, o Mystère XXIV com um motor Snecma Atar 101.
O Mystère XXIV, que mais tarde seria designado Étendard IV, voou pela primeira vez em Mérignac no dia 24 de Julho de 1956 pilotado por Georges Brian. Durante os testes, foi  confirmado as qualidades da aeronave em ataques terrestres, bem como missões de intercepção em baixa altitude, despertando o interesse da Força Aérea e da Marinha francesa.
Mas no final de 1957, o Etendard IV foi desqualificado da concorrência pela OTAN devido ao uso de motores Snecma Atar 101, diferente dos que eram indicados pela OTAN, fazendo com que a Força Aérea Francesa também desselecionasse o Etendard IV e apostasse na capacidade  polivalente do Mirage III.
Em 1955 o departamento de engenharia da Dassault redesenhou o Mystère XXIV para transformá-lo num caça interceptador marítimo. Surgia assim o protótipo Étendard IV M, um caça de ataque e interceptação de baixa e média altitude e desenvolvido para o porta-aviões Clemenceau. O Étendard IV M é equipado com o motor Snecma Atar 8.
O voo inaugural do protótipo Étendard IV M aconteceu no dia 21 de maio de 1958, em Melun-Villaroche. Durante os testes o avião apresentou bons desempenhos e uma boa capacidade de carga externa fazendo a Marinha solicitar o pedido de 90 caças, entre eles 30 aeronaves numa versão de reconhecimento (Étendard IV P). Durante o período de 9 de Dezembro de 1961 a 26 de Maio de 1965 a Marinha Francesa recebeu 69 Étendard IV M e 21 Étendard IV P.
O Étendard IV M permaneceu em serviço na Marinha até julho de 1991, realizadas num total de 180.000 horas de voo e 25.300 aterrisagens. O Étendard IV P permaneceu em operação na Marinha até 27 de Julho de 2000, num total de 200.000 horas de voo.

## Variantes
- Étendard IV: Primeiro protótipo (1 exemplar)
- Étendard IVM: Versão de caça embarcado para ataque(6 protótipos, 69 aviões de série)
- Étendard IVP: Versão de caça embarcado para reconhecimento (1 protótipo, 21 aviões de série)
- Étendard IVPM: Versão Etendard IVM convertido para IVP (4 aviões modificados)

## Operadores
- França

## Aviões Similares
- A-7 Corsair II, A-4 Skyhawk
- Blackburn Buccaneer